# Alphonse Lemerre
Alphonse Lemerre (ur. 9 kwietnia 1838 w Canisy, zm. 15 października 1912 w Paryżu) – francuski wydawca i księgarz.

## Życiorys
Stworzył wiele kolekcji wydawniczych: „la Petite Bibliothèque littéraire”, „la Bibliothèque des curieux”, „la Bibliothèque illustrée”, „la Bibliothèque dramatique” i „la Petite collection pour la jeunesse”. Publikowanie poezji parnasistów rozpoczął w roku 1865. Najsłynniejszy zbiór Le Parnasse contemporain ukazał się w roku 1866. Wydawał również dzieła literatury renesansowej i romantycznej.
Jako mer Ville-d’Avray dał wyraz swoim republikańskim i antyklerykalnym przekonaniom. Był bardzo związany z ojczystą Normandią, w której kupił liczne posiadłości. W roku 1895 zamówił u malarza Paula Chabas okazały obraz z wizerunkami parnasistów, których dzieła wydawał. Płótno zatytułowane U Alphonse’a Lemerre’a, w Ville d’Avray zostało wystawione w tym samym roku w paryskim Salonie. Na tym zbiorowym portrecie ukazano między innymi Leconte’a de Lisle, Sully’ego Prudhomme’a, Paula Bourgeta i Jules’a Claretie.
Po śmierci Lemerre’a działalność wydawniczą podjął jego syn, Désiré. Wnuki Alphonse’a Lemerre’a, Alphonse i Pierre Lemerre, w roku 1965 zamknęły księgarnię i wydawnictwo. W chwili likwidacji była to najstarsza działająca księgarnia w Paryżu.